# Talita Castro
Talita Ribeiro de Castro (São Paulo, 28 de janeiro de 1977) é uma atriz, locutora e DJ brasileira.

## Biografia
Filha do ator Ewerton de Castro, participou do especial Você Decide em duas ocasiões: no episódio de 1997, A Pestinha, e num episódio de 1999 intitulado Ninguém é Perfeito. Participou ainda do especial de natal de Renato Aragão no ano de 1996 e de um episódio no seriado Mulher intitulado Néctar da Vida, de Doc Comparato, no ano de 1998. Iniciou sua carreira no teatro, participando em diversos espetáculos, entre eles Píramo e Tisbe, Clarão nas Estrelas, Dartagnan e os três mosqueteiros, O Fingidor e na terceira montagem de A Lista de Oswaldo Montenegro. Trabalha há dezoito anos como locutora de inúmeras peças publicitárias para televisão e rádio. 
Trabalhou na TV Globo e na RecordTV, mas foi em 2007, no SBT, onde se destacou ao interpretar a grande vilã psicopata Rosana Delaor, na novela  Amigas & Rivais. Com sua crueldade e seus bordões que chegam a ser engraçados, a personagem fez um grande sucesso, e há quem diga que ela chegou a ser "plagiada" por algumas atrizes da Globo. Rosana Delaor entrou para a história da teledramaturgia do SBT, e é lembrada até hoje pelo público. Ainda no SBT, integrou o elenco da novela Revelação interpretando a interesseira Lara. Também interpretou Cristina na novela Vende-se um Véu de Noiva. Em 2014, retorna a TV, atuando na minissérie bíblica Milagres de Jesus, encarnando o papel de co-protagonista, a prostituta Samira, no episódio A pecadora que ungiu os pés de Jesus. Em 2016, interpreta Libna, na segunda temporada da telenovela Os Dez Mandamentos. Em 2017, retorna a TV Globo após 17 anos, na série Sob Pressão, interpretando Kelly.

## Filmografia

### Televisão
| Ano  | Título                   | Personagem                             | Nota                           |
| ---- | ------------------------ | -------------------------------------- | ------------------------------ |
| 1996 | Vira Lata                | Branca                                 |                                |
| 1997 | Você Decide              | —                                      | Episódio: "A Pestinha"         |
| 1997 | Malhação                 | Maria                                  |                                |
| 1998 | Mulher                   | Beatriz                                | Episódio: "Néctar da Vida"     |
| 1998 | Estrela de Fogo          | Carolina (Carol)                       |                                |
| 1999 | Você Decide              | —                                      | Episódio: "Ninguém é Perfeito" |
| 2000 | Aquarela do Brasil       | Marina                                 |                                |
| 2004 | Metamorphoses            | Nina                                   |                                |
| 2005 | Essas Mulheres           | Bela Lemos                             |                                |
| 2007 | Amigas & Rivais          | Rosana Brito Delaor / Carolina Machado | [ 3 ]                          |
| 2008 | Revelação                | Lara Penteado                          |                                |
| 2009 | Vende-se um Véu de Noiva | Cristina Medeiros                      |                                |
| 2014 | Milagres de Jesus        | Samira                                 | 1 episódio                     |
| 2016 | Terminadores             | Júlia                                  | Episódio: "Swing + Simpatia"   |
| 2016 | Os Dez Mandamentos       | Libna                                  |                                |
| 2017 | Sob Pressão              | Kelly                                  | 9 episódios                    |
| 2018 | Conselho Tutelar         | Claudia                                | 1 episódio                     |
| 2018 | Jesus                    | Ana de Nazaré                          | Fase 1                         |
| 2019 | Jezabel                  | Rebeca                                 |                                |
| 2023 | Travessia                | Investigadora Patrícia                 |                                |

### Cinema
| Ano  | Título                | Personagem         |
| ---- | --------------------- | ------------------ |
| 2000 | Bicho de Sete Cabeças | Bel                |
| 2001 | A Paixão de Jacobina  | Elizabeth Carolina |
| 2002 | As Alegres Comadres   | Ana Lima           |
| 2003 | Xuxa Abracadabra      | Branca de Neve     |

## Teatro
| Ano  | Título                                           | Personagem |
| ---- | ------------------------------------------------ | ---------- |
| 1994 | Namoro Teen                                      |            |
| 1996 | Píramo e Tisbe                                   |            |
| 1998 | Clarão nas Estrelas                              | Maria      |
| 1999 | D'artagnan e os Três Mosqueteiros                |            |
| 2001 | Um Certo Faroeste Cabloco                        |            |
| 2002 | A Lista                                          |            |
| 2003 | O Karma Cor-de-rosa                              |            |
| 2006 | O Fingidor                                       |            |
| 2015 | Para os que estão em casa                        |            |
| 2015 | Foi Você Quem Pediu Pra Eu Contar Minha História | Menina     |
| 2021 | Grau Zero                                        | Professora |

## Prêmios e Indicações
| Ano  | Prêmio          | Indicação                | Trabalho            | Resultado | ref    |
| ---- | --------------- | ------------------------ | ------------------- | --------- | ------ |
| 1996 | Troféu Mambembe | Melhor Atriz Coadjuvante | Píramo e Tisbe      | Indicado  | [ 10 ] |
| 1997 | Prêmio APETESP  | Melhor Atriz Coadjuvante | Píramo e Tisbe      | Indicado  | [ 11 ] |
| 1999 | Troféu Mambembe | Melhor Atriz             | Clarão nas Estrelas | Indicado  | [ 12 ] |